# Discopodium
Genre
Discopodium est un genre de plantes de la famille des Solanaceae.

## Liste d'espèces
Selon NCBI (25 mars 2012) :
- Discopodium penninervium